# Amerikaanse gouverneursverkiezingen 2024
De Amerikaanse gouverneursverkiezingen 2024  werden gehouden op dinsdag 5 november 2024 in de Verenigde Staten. Hierbij kozen elf Amerikaanse staten en twee eilandgebieden een nieuwe gouverneur.
Deze verkiezingen werden tegelijk gehouden met de Amerikaanse presidentsverkiezingen en de Amerikaanse congresverkiezingen voor de Amerikaanse Senaat en het Huis van Afgevaardigden. Ook vonden in sommige staten lokale verkiezingen plaats.

## Achtergrond
- In drie van de elf staten waar de verkiezingen plaatsvonden, was de zittende gouverneur herkiesbaar. Zij werden allen herkozen.
- In acht staten was de zittende gouverneur niet herkiesbaar. In vijf van deze gevallen is de wettelijke ambtstermijn van de gouverneur verstreken. In de drie overige staten mocht de gouverneur zich wel herkiesbaar stellen, maar werd vrijwillig besloten om dit niet te doen en terug te treden. Het ging hier om Chris Sununu (New Hampshire), Doug Burgum (North Dakota) en Jay Inslee (Washington).
- In Amerikaans-Samoa en Puerto Rico waren de zittende gouverneurs verkiesbaar voor een tweede ambtstermijn. Beiden werden verslagen; de gouverneur van Puerto Rico zelfs al in de voorverkiezingen.

## Uitslagen

### Staten
| Staat          | Zittende gouverneur | Partij      | Status                                      | Uitslag belangrijkste kandidaten                       |
| -------------- | ------------------- | ----------- | ------------------------------------------- | ------------------------------------------------------ |
| Delaware       | John Carney         | Democraat   | niet herkiesbaar, Democratische overwinning | Matt Meyer (D) – 56,1% Michael Ramone (R) – 43,9%      |
| Indiana        | Eric Holcomb        | Republikein | niet herkiesbaar, Republikeinse overwinning | Mike Braun (R) – 54,4% Jennifer McCormick (D) – 41,1%  |
| Missouri       | Mike Parson         | Republikein | niet herkiesbaar, Republikeinse overwinning | Mike Kehoe (R) – 59,1% Crystal Quade (D) – 38,7%       |
| Montana        | Greg Gianforte      | Republikein | herkozen                                    | Greg Gianforte (R) – 58,9% Ryan Busse (D) – 38,6%      |
| New Hampshire  | Chris Sununu        | Republikein | teruggetreden, Republikeinse overwinning    | Kelly Ayotte (R) – 53,6% Joyce Craig (D) – 44,3%       |
| North Carolina | Roy Cooper          | Democraat   | niet herkiesbaar, Democratische overwinning | Josh Stein (D) – 54,9% Mark Robinson (R) – 40,1%       |
| North Dakota   | Doug Burgum         | Republikein | teruggetreden, Republikeinse overwinning    | Kelly Armstrong (R) – 68,4% Merrill Piepkorn (D) – 26% |
| Utah           | Spencer Cox         | Republikein | herkozen                                    | Spencer Cox (R) – 52,9% Brian King (D) – 28,5%         |
| Vermont        | Phil Scott          | Republikein | herkozen                                    | Phil Scott (R) – 73,4% Esther Charlestin (D) – 21,8%   |
| Washington     | Jay Inslee          | Democraat   | teruggetreden, Democratische overwinning    | Bob Ferguson (D) – 55,5% Dave Reichert (R) – 44,2%     |
| West Virginia  | Jim Justice         | Republikein | niet herkiesbaar, Republikeinse overwinning | Patrick Morrisey (R) – 62% Steve Williams (D) – 31,6%  |

### Territoria
| Territorium      | Zittende gouverneur | Partij        | Status                                  | Belangrijkste kandidaten |
| ---------------- | ------------------- | ------------- | --------------------------------------- | --- |
| Amerikaans-Samoa | Lemanu Peleti Mauga | Onafhankelijk | verslagen in tweede ronde               | Pula Nikolao Pula (O ) – 42,4% (1e ronde) / 59,8% (2e ronde) Lemanu Peleti Mauga (O ) – 36,2% (1e ronde) / 40,2% (2e ronde) |
| Puerto Rico      | Pedro Pierluisi     | PNP           | verslagen in voorverkiezing, behoud PNP | Jenniffer González-Colón (PNP) – 39,4% Juan Dalmau (PIP) – 32,6% Jesús Manuel Ortiz (PPD) – 21%                             |